# Umut Bulut
Umut Bulut (* 15. března 1983, Yeşilhisar, Turecko) je turecký fotbalový útočník a reprezentant. Od roku 2016 hraje v tureckém klubu Kayserispor.
Mimo Turecko působil na klubové úrovni ve Francii.

## Reprezentační kariéra
Umut Bulut nastupoval za turecké mládežnické výběry od kategorie do 19 let.
V A-týmu Turecka debutoval 5. 6. 2007 v přátelském utkání s Brazílií (remíza 0:0), nastoupil v základní sestavě.